# Real (flumpoolのアルバム)
『Real』（リアル）は、flumpoolの5枚目のオリジナルアルバム。2020年5月20日にA-Sketchから発売された。

## 概要
前作『EGG』から約4年ぶりのアルバムリリースとなり、活動再開後初のアルバム作品である。
本作のジャケットは、メンバーが全裸姿になっていたデビュー後初のアルバム『Unreal』のアートワークと全く同じスタジオ、カメラマン、同じ構図で撮影されており、今のflumpoolの『Real』を表現したものとなっている。
デジタル配信版では、CD盤収録の全13曲に加え、前作以降にリリースされていたシングル曲である「FREE YOUR MIND」「ラストコール」「とうとい」が収録されている。

## 収録内容
| 全作詞: 山村隆太。 |                              |          |                    |          |      |
| #                  | タイトル                     | 作詞     | 作曲               | 編曲     | 時間 |
| 1.                 | 「20080701」                 | 山村隆太 |                    |          | 1:01 |
| 2.                 | 「NEW DAY DREAMER」          | 山村隆太 | 山村隆太、多保孝一 | 多保孝一 | 4:42 |
| 3.                 | 「ネバーマインド」           | 山村隆太 | 阪井一生           | 百田留衣 | 3:51 |
| 4.                 | 「ディスカス」               | 山村隆太 | 阪井一生           | UTA      | 3:43 |
| 5.                 | 「不透明人間」               | 山村隆太 | 阪井一生           | 百田留衣 | 4:07 |
| 6.                 | 「ちいさな日々」             | 山村隆太 | 阪井一生           | 飛内将大 | 4:00 |
| 7.                 | 「初めて愛をくれた人」       | 山村隆太 | 阪井一生           | Tomi Yo  | 4:36 |
| 8.                 | 「勲章」                     | 山村隆太 | 山村隆太、多保孝一 | 多保孝一 | 4:28 |
| 9.                 | 「素晴らしき嘘」             | 山村隆太 | 阪井一生           | 釣俊輔   | 3:44 |
| 10.                | 「ほうれん草のソテー」       | 山村隆太 | 阪井一生           | らゆう   | 3:26 |
| 11.                | 「アップデイト」             | 山村隆太 | 阪井一生、UTA      | UTA      | 3:26 |
| 12.                | 「PEPEパラダイス」           | 山村隆太 | 阪井一生           | 亀田誠治 | 4:17 |
| 13.                | 「虹の傘」                   | 山村隆太 | 尼川元気           | Tomi Yo  | 4:33 |
| 14.                | 「HELP」                     | 山村隆太 | 阪井一生           | 飛内将大 | 4:47 |
| 15.                | 「FREE YOUR MIND」(配信限定) | 山村隆太 | 阪井一生           | 百田留衣 | 4:37 |
| 16.                | 「ラストコール」(配信限定)   | 山村隆太 | 阪井一生           | 百田留衣 | 4:45 |
| 17.                | 「とうとい」(配信限定)       | 山村隆太 | 阪井一生           | 飛内将大 | 4:52 |

| #  | タイトル                                                                    | 作詞 | 作曲・編曲 |
| -- | --------------------------------------------------------------------------- | ---- | ---------- |
| 1. | 「flumpool 9th tour 2019 「□□Z」 2019.9.28 at パシフィコ横浜 国立大ホール」 |      |            |